# Красний Виноградар
Красний Виноградар (рос. Красный Виноградарь; рум. Crasnîi Vinogradari) — село в центральній частині Дубоссарського району в Молдові (Придністров'ї).
Станом на 2004 рік у селі проживало 28,1% українців.

## Історія
Село було засноване в 1927 році німецькими колоністами. Німці садять перші плантації виноградників, будують перші будинки (вул. Мічуріна). Назву «Красний Виноградар» село отримало в 1933 році. В 1962 році були побудовані перші двоповерхові будинки. В 1973 році була побудована нова (теперішня) будівля Держадміністрації села, школа, дитячий садок. В 1984 році будується новий дитячий садок, а в 1987 році - нова школа. Наприкінці 2006 року було завершено будівництво газопроводу Дубоссари - Красний Виноградар.

## Населення
В селі проживають молдовани, українці та росіяни майже в рівній пропорції.

## Соціальний сектор
В Красному Виноградарі діють два Будинки культури та два клуби. Також діє російсько-молдавська неповна середня школа та дитячий садок «Колобок».